# Bibendum

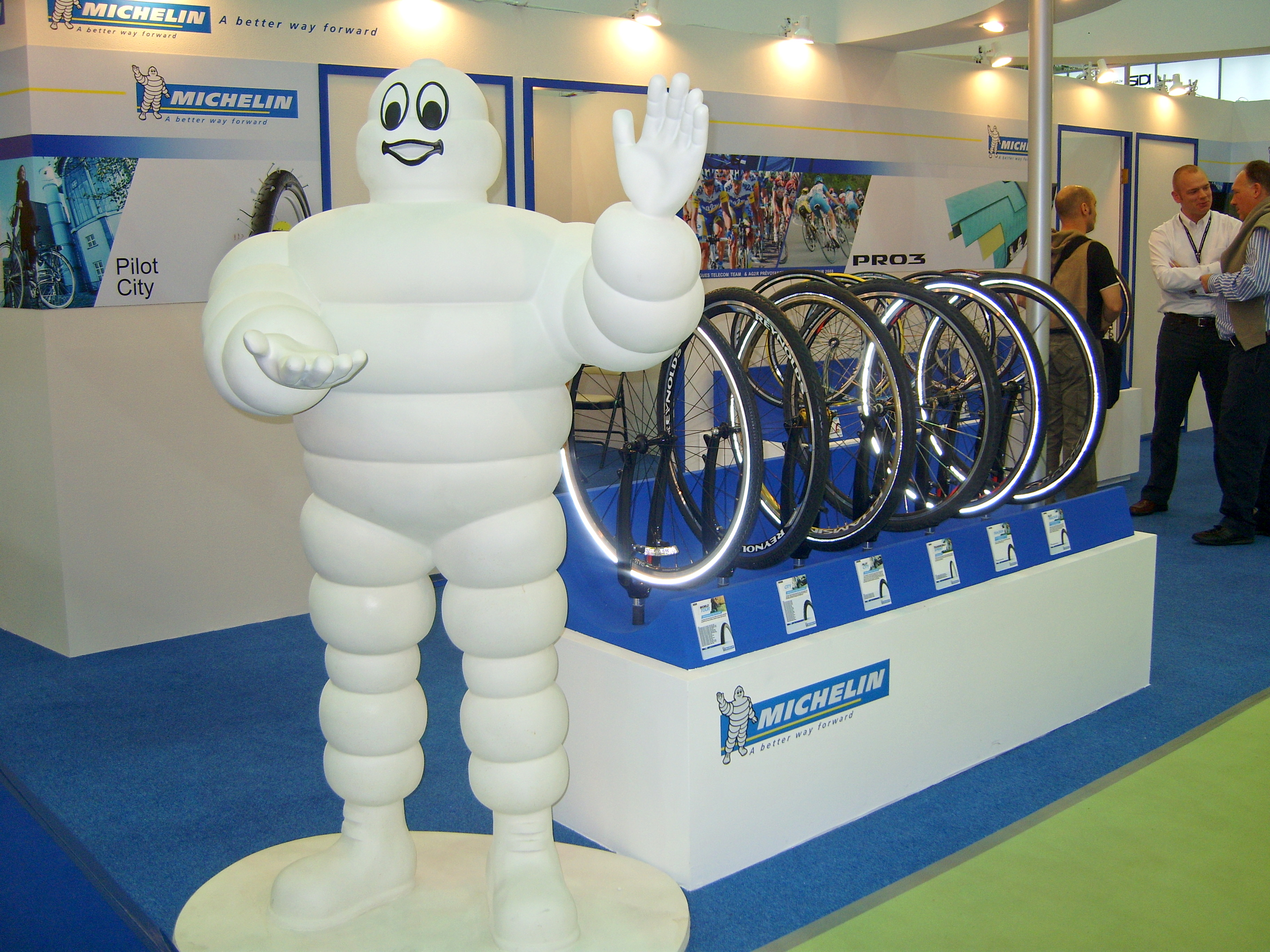
Bibendum em exposição em 2008.

Bibendum, popularmente conhecido como boneco da Michelin ou homem da Michelin, é o mascote da empresa francesa de pneus Michelin.
É um dos mais antigos mascotes do mundo, criado pelo artista e cartunista francês O'Galop em 1898 para a Exposição Internacional e Colonial em Lyon. O nome tem origem na frase latina " nunc est bibendum" (Bebamos agora). Com o passar dos anos fica mais fino.

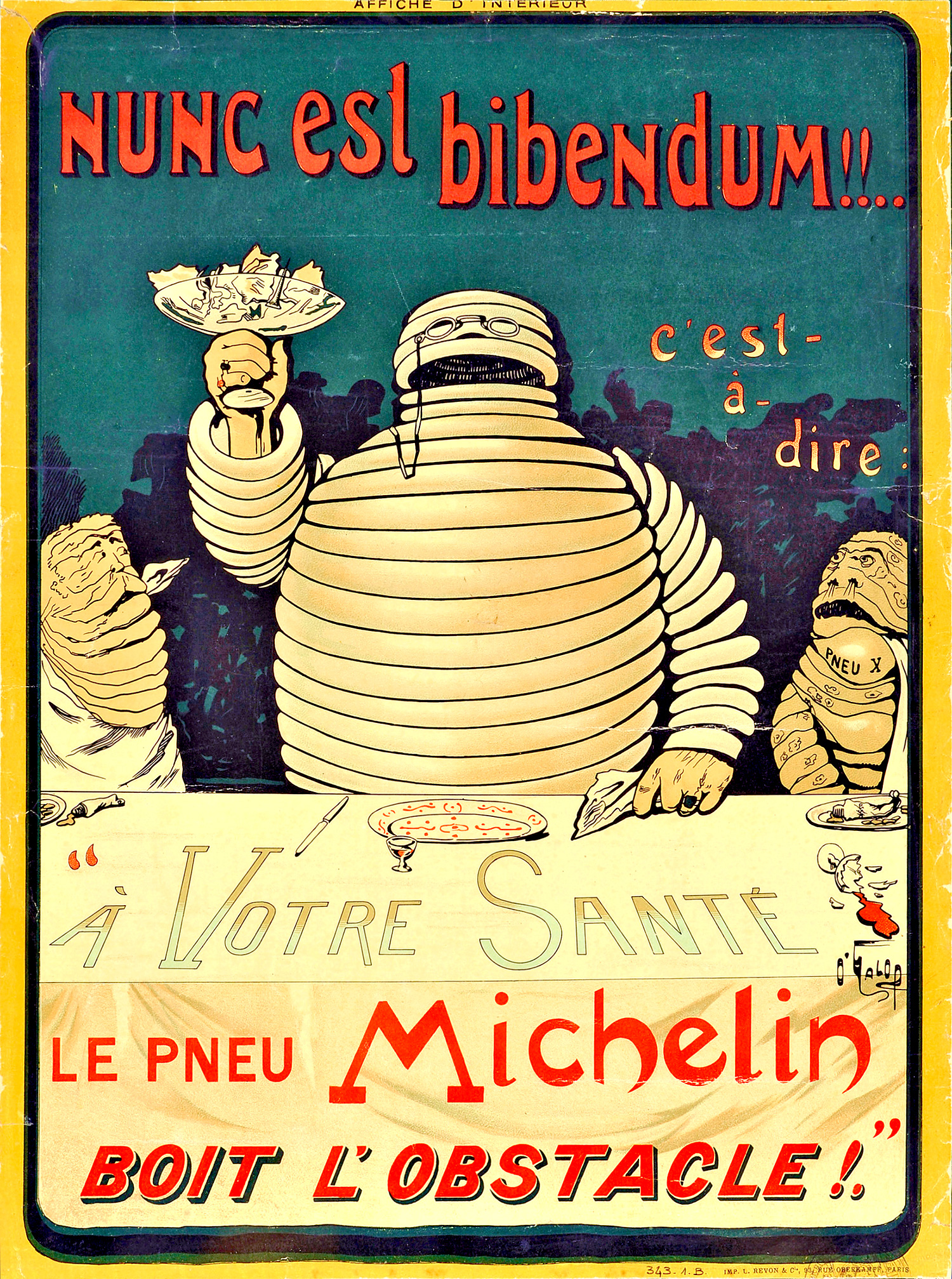
Bibendum em poster de 1898

Na cultura popular, foi protagonista no filme de curta-metragem de animação Logorama.